# 宝蓮寺 (秦野市)

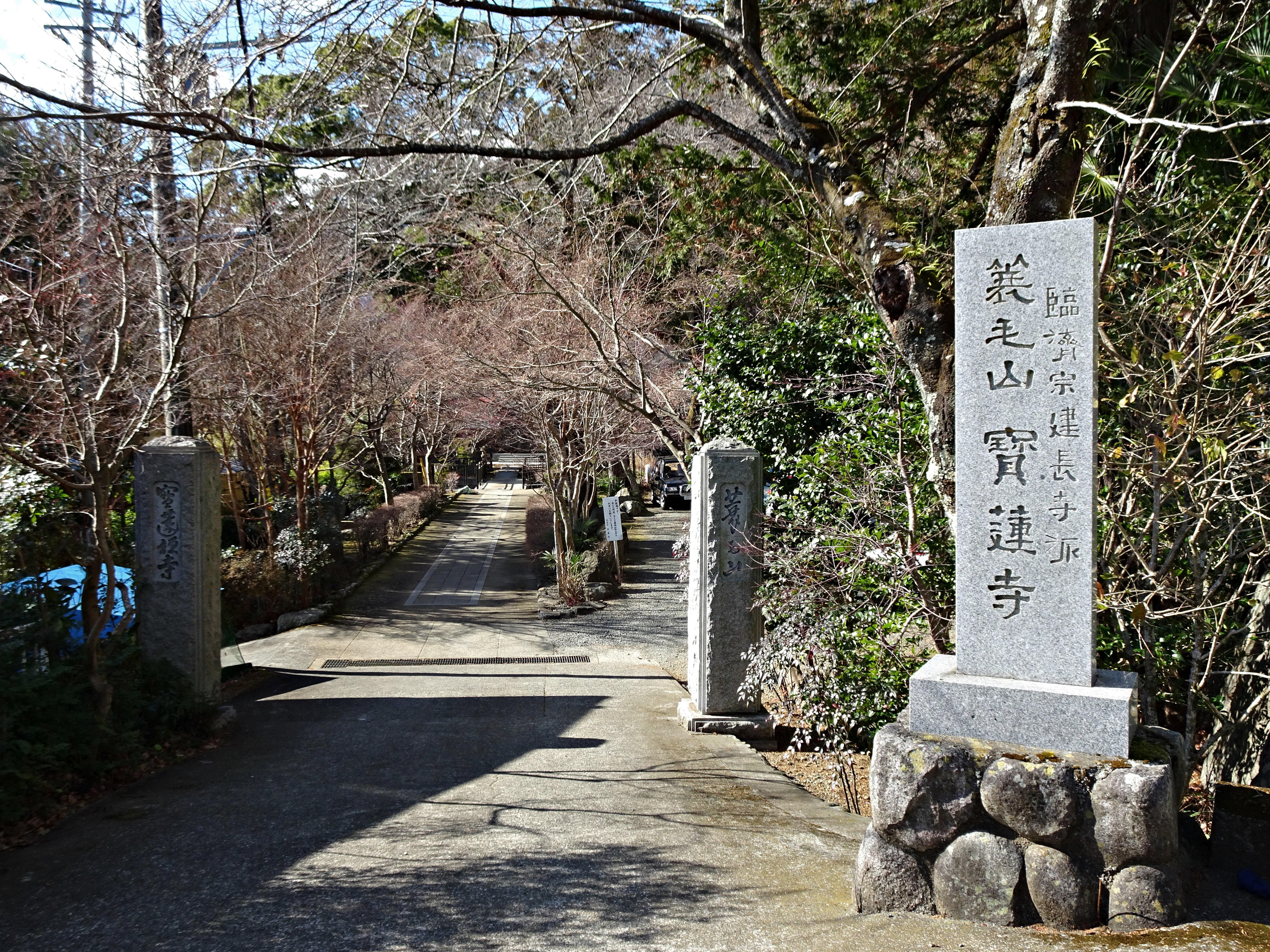
参道

宝蓮寺（ほうれんじ）は、神奈川県秦野市にある臨済宗建長寺派の寺院。

## 歴史
創建年代は不明である。ただ当寺に伝わる記録によれば、742年（天平14年）に聖武天皇の命によって「大日堂」が創建されたのが当寺の起源としている。承平天慶の乱の際、新皇となった平将門は、弟の平将文を「相模守」に任じた。その関係もあり、将門討死後も将文や如蔵尼（将門の娘）が一時期潜伏していたと伝えられている。
1289年（正応2年）、臨済宗の禅僧である高峰顕日は周辺の寺を統合して「薬音寺」を創建した。南北朝時代に抜隊得勝は当寺に道場を開設し、多くの修行僧が集まった。
1669年（寛文9年）、当地を所領としていた揖斐氏により再興された。その際に一族の「迎接院宝蓮信女」の名を採り「宝蓮寺」に改称した。

## 文化財
- 蓑毛地蔵堂（登録有形文化財 平成29年10月27日指定）[4]
- 蓑毛大日堂（登録有形文化財 平成29年10月27日指定）[5]
- 蓑毛大日堂仁王門（登録有形文化財 平成29年10月27日指定）[6]
- 蓑毛不動堂（登録有形文化財 平成29年10月27日指定）[7]
- 木造大日如来坐像（神奈川県指定重要文化財 昭和49年4月19日指定）[8]
- 木造聖観音菩薩立像（秦野市指定文化財 昭和46年7月26日指定）[9]
- 木造五智如来坐像（秦野市指定文化財 平成2年4月23日指定）[9]
- 木造十王像他（秦野市指定文化財 平成15年2月12日指定）[9]
- 木造二王立像（秦野市指定文化財 平成20年4月18日指定）[9]

## 交通アクセス
- 神奈中バス蓑毛停留所より徒歩3分。